# Caladenia gracillima
Caladenia gracillima là một loài thực vật có hoa trong họ Lan. Loài này được (Rupp) D.L.Jones mô tả khoa học đầu tiên năm 2000.